# Catherine St-Laurent
Pour les articles homonymes, voir St-Laurent.
 (décembre 2020).
Catherine St-Laurent est une actrice canadienne née le 1er avril 1990 à Québec dans la province de Québec au Canada. Elle est connue pour son rôle de Noélie St-Hilaire dans District 31 qui est diffusé par ICI Radio-Canada Télé.

## Biographie
Née le 1er avril 1990 à Québec, Catherine St-Laurent étudie en danse contemporaine à Québec, puis à Montréal de 2008 à 2011 où elle obtient un diplôme d'études collégiales (DEC) en danse contemporaine. Par la suite, elle suit des cours de jeu caméra aux Ateliers Jean-Pierre-Bergeron et se présente aux auditions ouvertes pour le film Tu dors Nicole qui la fait être remarquée au cinéma.
En 2013, elle entre au Conservatoire d'art dramatique de Montréal dont elle est diplômée en 2016.

### Vie privée
Catherine St-Laurent est en couple avec Simon Cliche Trudeau, le rappeur Loud

## Filmographie

### À la télévision
- 2012 : L'Auberge du chien noir : Muet
- 2014 : Boomerang : Camille
- 2015 : Les Beaux Malaises : Delphine
- 2016 : Marche à l'ombre : la réceptionniste
- 2017 : Sur-vie : Mégane Jetté
- 2017 : Blue Moon : Vicky Duclos
- 2017-2018 : Cheval-serpent : Simone Lévesque
- 2018 - 2019 : Jérémie : Rose
- 2018 - : District 31 : Noélie St-Hilaire
- 2019 : La Faille : Léa Valois
- 2023 - : L'Air d'aller : Katrine Duplessis
- 2024 : Indéfendable : Romane Blais

### Au cinéma
- 2012 : Un parallèle plus tard : Camille
- 2013 : Un peu comme Simone : Amélie
- 2013 : La Cité idéale
- 2014 : Tu dors Nicole : Véronique Simard
- 2015 : Anna : serveuse
- 2017 : Bon Cop, Bad Cop 2 : Jen (serveuse)
- 2017 : The Gift : Jesse
- 2019 : Le Vingtième Siècle : Ruby Elliott
- 2019 : Mon ami Walid : Sarah

## Prix et distinctions
- 2015 : Tu dors Nicole : meilleure actrice de soutien aux prix Écrans canadiens
- 2015 : Tu dors Nicole : meilleure actrice de soutien aux prix Jutra
- 2019 : District 31 : meilleur rôle de soutien féminin dans la catégorie « série dramatique quotidienne » aux prix Gémeaux